# Iragoides
Iragoides is een geslacht van vlinders van de familie slakrupsvlinders (Limacodidae).

## Soorten
- I. basifusca (Kawada, 1930)
- I. castanea (Wileman, 1911)
- I. conjuncta (Walker, 1855)
- I. crispa (Swinhoe, 1889)
- I. elongata Hering, 1931
- I. fasciata (Moore, 1888)
- I. melli Hering, 1931
- I. nilgirica (Hampson, 1891)
- I. pseudocurvistriga Hering, 1933
- I. taiwana (Wileman, 1916)
- I. thaumasta Hering, 1933